# Rue du Cloître-Notre-Dame
Rue du Cloître-Notre-Dame är en gata på Île de la Cité i Quartier Notre-Dame i Paris 4:e arrondissement. Gatan är uppkallad efter det forna kvarteret Cloître Notre-Dame. Rue du Cloître-Notre-Dame börjar vid Quai aux Fleurs 1 och Quai de l'Archevêché och slutar vid Rue d'Arcole 23. Gatan invigdes år 1846. Större delen av gatans sydsida upptas av Notre-Dame.

## Bilder
| - Gatuskylt. - Rue du Cloitre-Notre-Dame år 1953. I bakgrunden Notre-Dame. - Notre-Dames norra sida. |

## Omgivningar
- Notre-Dame
- Sainte-Chapelle
- Chapelle Saint-Aignan
- Aux Tours de Notre-Dame
- Rue Massillon
- Rue Chanoinesse

## Kommunikationer
- Tunnelbana – linje  – Cité
- Busshållplats Pont d'Arcole – Paris bussnät, linje 75
- Busshållplats Quai aux Fleurs – Pont Saint-Louis – Paris bussnät, linje 75

### Webbkällor
- ”Rue du Cloître-Notre-Dame”. Mairie de Paris. https://web.archive.org/web/20181214070420/http://www.v2asp.paris.fr/commun/v2asp/v2/nomenclature_voies/Voieactu/2129.nom.htm. Läst 26 mars 2022.
- ”Rue du Cloître-Notre-Dame (4ème arrondissement)”. Les rues de Paris. https://web.archive.org/web/20171102015503/http://www.parisrues.com/rues04/paris-04-rue-du-cloitre-notre-dame.html. Läst 26 mars 2022.